# San Sebastián el Grande, delstaten Mexiko
San Sebastián el Grande är en ort i Mexiko, tillhörande kommunen Amanalco i den västra delen av delstaten Mexiko, i den centrala delen av landet. Orten hade 859 invånare vid folkräkningen 2010.